# Sphenocrates
Sphenocrates is een geslacht van vlinders van de familie tastermotten (Gelechiidae).

## Soorten
- S. aulodocha (Meyrick, 1918)
- S. neptis Diakonoff, 1954